# Landsdelen

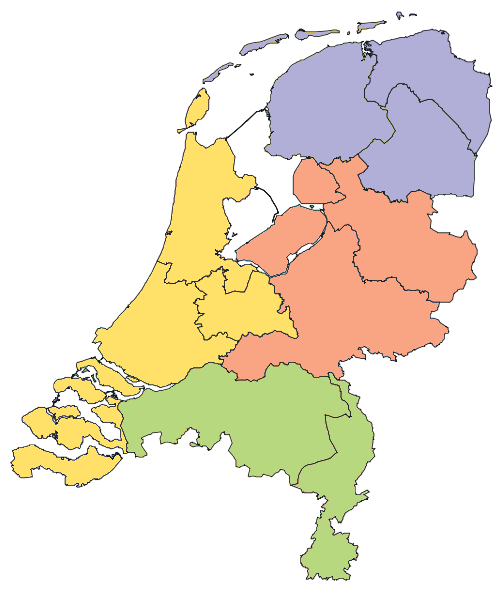
Landsdeel des Pays-Bas.

Le groupe de province (en néerlandais : landsdelen) est une subdivision européenne des Pays-Bas. Elle répond aux besoins d'Eurostat, l'institut statistique européen, qui a défini une nomenclature d'unités territoriales statistiques. Ces groupes correspondent au premier niveau statistique européen (NUTS 1).
Ils sont au nombre de quatre : Noord-Nederland, Oost-Nederland, West-Nederland et Zuid-Nederland.

## Sources
- (de) Cet article est partiellement ou en totalité issu de l’article de Wikipédia en allemand intitulé « Landsdelen » (voir la liste des auteurs).

## Compléments